# David Grimberg
David Grimberg ou David Grinberg, (Juiz de Fora - MG, 9 de abril de 1939 - 6 de agosto de 2017) foi um diretor de televisão brasileiro. Ficou conhecido por dirigir o núcleo de teledramaturgia do SBT, em sua parceria com a Televisa.

## Lista de novelas
- 2008/2009 - Revelação (direção geral)
- 2007/2008 - Amigas e Rivais (direção geral)
- 2007      - Maria Esperança (direção geral)
- 2006      - Cristal (co-direção)
- 2005/2006 - Os Ricos Também Choram (direção geral)
- 2004/2005 - Esmeralda (direção geral)
- 2004      - Seus Olhos
- 2003/2004 - Canavial de Paixões
- 2003      - Jamais te Esquecerei
- 2002/2003 - Pequena Travessa
- 2002      - Marisol
- 2001/2002 - Amor e Ódio
- 2001      - Pícara Sonhadora
- 1998      - Fascinação
- 1997      - Pérola Negra
- 1996      - Os Ossos do Barão
- 1995      - Razão de Viver
- 1995      - Sangue do Meu Sangue
- 1994      - As Pupilas do Senhor Reitor
- 1994      - Éramos Seis
- 1986      - Tudo ou Nada
- 1986      - Dona Beija
- 1982      - Conflito
- 1982      - A Leoa
- 1982      - Destino
- 1978      - Solar Paraíso
- 1977      - O Espantalho
- 1976      - Xeque-Mate
- 1975      - Um dia, o Amor
- 1973      - Está Lá Fora Um Inspetor, episódio do Caso Especial
- 1972      - Shazan, Xerife e Cia.